# 小叶亚麻荠
小叶亚麻荠（学名：Camelina microphylla），为十字花科亚麻荠属下的一个植物种。
其种加词microphylla，意为“小叶的”。